# Gaio Valerio Flacco (flamine)
Gaio Valerio Flacco (latino: Gaius Valerius Flaccus; ... – dopo il 209 a.C.) è stato un sacerdote romano.

## Biografia
Era figlio del console del 227 a.C., Publio Valerio Flacco. Fu ordinato flamen dialis dal pontefice massimo, Publio Licinio Crasso Divite, contro la sua volontà (nel 209 a.C.). Secondo Tito Livio egli aveva in precedenza una cattiva reputazione, poi mutata in buona. Egli, a causa della sua adolescenza scialacquatrice e dissoluta, fu scelto dal pontefice massimo come flamine a causa di questi vizi. Egli non era inoltre benvoluto dal fratello Lucio Valerio Flacco e dagli altri familiari.
Una volta che si prese cura dei sacrifici e delle cerimonie religiose, cambiò il suo stato d'animo così rapidamente che anche i suoi antichi e pessimi costumi svanirono, tanto da essere considerato, sia dai patrizi sia dei suoi famigliari, come uno dei migliori giovani romani. Questa stima generale che egli riuscì a raccogliere lo portarono ad entrare in senato, riprendendo una consuetudine interrotta a causa dell'indegnità dei precedenti flamini. Quando il pretore Licinio Crasso costrinse Valerio Flacco ad uscire dalla curia dove era entrato, egli fece appello ai tribuni della plebe. Valerio sosteneva di essere nel giusto, poiché si trattava di un antico diritto e privilegio sacerdotale, tanto da essere stato concesso al flaminato con il dono della toga pretesta e della sedia curule.
Il pretore rispondeva che il diritto non si poteva fondare su annali ormai dimenticati e troppo vetusti, ma sui costumi più recenti (mos maiorum). Egli inoltre non ricordava, a memoria di padri o di nonni, che alcun flamine diale avesse mai prima di allora rivendicato questo diritto.
I tribuni della plebe ritennero che se da un lato l'aver trascurato per dimenticanza di poter godere di questo privilegio, provocando un danno ai flamini, d'altro canto non doveva ritenersi un danno permanente alla carica sacerdotale. Fu così che una volta che lo stesso pretore rinunciò ad opporsi, grazie al generale consenso dei senatori e del popolo, venne autorizzato l'ingresso del flamine in senato. Tito Livio conclude dicendo:
(Livio, XXVII, 8.10.)